# Cheryl Toussaint
Cheryl Toussaint, född den 16 december 1952 i Brooklyn, New York, är en amerikansk friidrottare inom kortdistanslöpning.
Hon tog OS-silver på 4 x 400 meter vid friidrottstävlingarna 1972 i München. 